# Carta di Viareggio
La Carta di Viareggio fu il documento pubblicato a Viareggio il 2 agosto 1926 che organizzò il mondo del calcio italiano a livello nazionale.

## Calcio e fascismo
Appena dopo la fine della prima guerra mondiale il calcio, già molto diffuso in Italia, conobbe un'autentica esplosione di popolarità che lo rese in pochissimi anni lo sport nazionale. Bastarono pochi anni al fascismo, dopo l'ascesa al potere nel 1922, per accorgersi del potenziale d'attrazione sulle masse esercitato da questo gioco e per desiderare di sottometterlo al proprio disegno totalitario.
Se il duce ebbe sempre altri interessi sportivi, in primis tennis e nuoto, non così fu per i gerarchi che, da tifosi o da dirigenti, erano subito entrati nel mondo del pallone: caso emblematico fu quello del podestà di Bologna e sottosegretario agli Interni Leandro Arpinati, il quale fu presidente della Federazione Italiana Giuoco Calcio (FIGC) dal 1926 al 1933, nonché della Federazione Italiana di Atletica Leggera (FIDAL) dal 1927 al 1929, della Federazione Italiana Nuoto (FIN) nel 1930, e del Comitato olimpico nazionale italiano (CONI) dal 1931 al 1933.
L'occasione per l'intervento fascista fu la grave crisi che colpì la FIGC nella primavera del 1926: al termine del campionato 1925-1926, rovinato dal principio dalle "liste di ricusazione" con cui le società calcistiche ponevano all'indice arbitri a loro non graditi (e si rammenta che gli arbitri fino ad allora erano ex dirigenti ed ex giocatori che dovevano essere obbligatoriamente tesserati per un solo club e perciò spesso ritenuti di parte) scoppiò una pesante contestazione arbitrale che sfociò in uno sciopero a oltranza dei direttori di gara. Il 27 giugno il Consiglio Federale rassegnò le dimissioni ma, anziché convocare l'assemblea per le nuove elezioni, delegò i suoi poteri al CONI, già asservito al regime tramite il suo presidente Lando Ferretti. Costui non perse tempo e nominò una commissione di tre esperti, il bolognese Paolo Graziani, l'abruzzese Italo Foschi e l'avvocato Giovanni Mauro (presidente dell'AIA), col compito di redigere un documento concernente la nuova organizzazione del calcio italiano. Riunitisi a Viareggio, i tre uomini conclusero rapidamente il lavoro assegnato loro e il 2 agosto pubblicarono la Carta che fu approvata d'urgenza dal CONI e resa operativa il giorno stesso.

## Le disposizioni della Carta
La Carta andava a riformare profondamente l'ordinamento calcistico italiano, sia dal punto di vista dello statuto dei calciatori, sia dal punto di vista dell'organizzazione della Federazione e dei campionati.

### Norme relative ai calciatori

#### L'apertura al professionismo
La Carta attuò la prima storica svolta nel passaggio del calcio italiano verso il professionismo. Il documento divideva infatti i calciatori in due categorie, dilettanti e non-dilettanti, non compromettendo gli impegni assunti verso la FIFA dove dal 1904 la FIGC risultava quale Federazione dove giocavano solo i dilettanti e per questo motivo impegnata a denunciare tutti i casi di professionismo. Dietro la definizione non-dilettanti, improntata a un certo malcostume di ambiguità diffuso nel Bel Paese, stava il riconoscimento dei numerosi precedenti di calciomercato avvenuti clandestinamente nel torneo italiano, e dei relativi stipendi pagati ai giocatori più talentuosi mascherandoli dietro rimborsi-spese o salari fittizi nelle aziende facenti capo alle stesse proprietà delle società di calcio.
Tre erano stati i casi più clamorosi: il primissimo, il passaggio di Renzo De Vecchi dal Milan al Genoa nel 
1913 per 24.000 lire di ingaggio, il secondo quello di Virginio Rosetta dalla Pro Vercelli alla Juventus nel 1923 per 50.000 lire di rimborso al club, e il terzo quello di Adolfo Baloncieri dall'Alessandria al Torino nel 1925 per 70.000 lire di contropartita; il secondo caso era peraltro costato pesanti sanzioni disciplinari alla Juve e ne avevano compromesso la corsa allo scudetto per quell'anno. La Carta metteva mano anche alle liste di trasferimento; se a partire dalla loro attuazione (luglio-agosto 1922) si era ristretta alla provincia sede del club la residenza effettiva dei giocatori (esempio: i calciatori che vivevano in Provincia di Bergamo non potevano varcare l'Adda e andare a giocare in Provincia di Milano), dal luglio 1926 ogni vincolo territoriale veniva a cadere permettendo l'"emigrazione" dei footballer da una regione all'altra (anche se già il "Congresso delle Società calcistiche italiane" del 28-29 giugno 1924 aveva sancito l'abolizione del limite provinciale dopo il caso Rosetta).
Da allora il calciomercato fu sostanzialmente legalizzato: il trasferimento dei giocatori era sì sottoposto a quattro clausole, ma l'ultima, che prevedeva la possibilità del cambio della maglia nei vaghi casi di "dissenso morale" fra calciatore e società e di "messa fuori rosa", si prestava ovviamente alla più elastica interpretazione che annullava pressoché ogni paletto. Della nuova norma approfitteranno subito due società: il Torino che preleverà il centravanti Gino Rossetti dallo Spezia per 25.000 lire, ma soprattutto l'Inter che per la stagione 1926-27 strapperà alla Lazio il bomber Fulvio Bernardini valutato 150.000 lire. Un vero e proprio crack per il tempo. Ma il vero scambio record fu il passaggio di Carlo Reguzzoni dalla Pro Patria al Bologna nella stagione 1930-31, per 80.000 lire in contanti.

#### Il blocco degli stranieri
Più prettamente ispirata alle idee di nazionalismo del fascismo fu invece la regola che chiudeva il campionato italiano agli stranieri. Come norma transitoria fu permesso per la stagione entrante di mantenere in rosa due giocatori esteri per ogni squadra a patto di farne scendere in campo uno solo, mentre dal 1928 non sarebbe stato più ammissibile nessun tesseramento di calciatori stranieri nel torneo tricolore. Il provvedimento colpì duramente diverse società, visto che si contavano più di ottanta giocatori esteri in Italia, la maggior parte dei quali ungheresi e austriaci, cioè appartenenti a quella Scuola Danubiana assai in voga a quei tempi. Il tentativo di aggirare queste disposizioni da parte delle più facoltose società, specie al riguardo dei giocatori sudamericani, diede inizio al fenomeno degli oriundi.

### Norme relative all'organizzazione calcistica

#### Il nuovo organigramma federale
La FIGC venne riorganizzata dalla Carta in maniera verticistica, annullando ogni forma di democrazia (le cariche fino a quel momento erano annuali ed elettive) e omologando l'organizzazione della Federazione a quella oramai in voga nello Stato. Al vertice fu insediato un Direttorio Federale a capo del quale fu nominato Leandro Arpinati, che assumeva così la massima carica del calcio italiano e come primo atto trasferì la sede della FIGC da Torino, città dove l'organizzazione era nata, alla sua Bologna. Comitati Regionali e Leghe vennero disciolti e sostituiti da nuovi enti subordinati gerarchicamente alla Presidenza Federale e da essa designati: il Direttorio Divisioni Superiori, i due Direttòri Divisioni Inferiori Nord e Sud, i Direttòri Regionali ed infine il Comitato Italiano Tecnico Arbitrale in sostituzione della soppressa AIA. Anche le singole società non furono risparmiate dalla ventata autoritaria: dal 1927 ogni nomina dirigenziale in qualsiasi sodalizio affiliato al CONI dovette ricevere il beneplacito degli Enti Sportivi Provinciali Fascisti (E.S.P.F., dal 1930 CONI Provinciale), emanazioni del Partito Nazionale Fascista, estromettendo così dal mondo dello sport numerosi dirigenti invisi al regime.

#### La Divisione Nazionale
La Carta segnò inoltre il secondo decisivo passo, dopo il Progetto Pozzo, verso l'introduzione di un girone unico nel campionato italiano. I princìpi di unità nazionale portati avanti dal fascismo mal si rispecchiavano in un torneo che fin dalla sua nascita era stato nettamente suddiviso fra un campionato del Nord al quale afferivano tutte le importanti società calcistiche italiane, e uno del Sud contraddistinto da un livello tecnico nettamente più basso, e le cui vincitrici ricevevano quasi sempre cappotti nelle finalissime nazionali. Venne quindi disposta la creazione di una Divisione Nazionale unica per tutta Italia, per l'assegnazione dello scudetto, formata da due raggruppamenti per un totale di 20 squadre. Di queste, tenendo inevitabilmente conto della cospicua differenza di valore sportivo fra i sodalizi delle due metà della Penisola, diciassette sarebbero giunte dalla ex Lega Nord, e tre dalla ex Lega Sud.
In particolare, le squadre del Nord sarebbero state le sedici aventi diritto alla partecipazione al massimo campionato della nuova stagione, più un'ultima da individuarsi grazie ad un torneo di spareggio fra le otto retrocesse dell'annata appena conclusa. Per quanto riguarda il Sud, due posti vennero attribuiti alle due fresche finaliste di Lega, l'Internaples e l'Alba, mentre il terzo fu assegnato d'ufficio alla romana Fortitudo: tale atto d'império fu giustificato con la necessità di dare adeguata visibilità alla Capitale con due squadre diverse nel campionato come accadeva alle grandi città del Nord, ma non può passare inosservato il fatto che presidente della Fortitudo era proprio Italo Foschi, cioè uno dei tre redattori della Carta stessa.

#### Spareggi per l'ammissione alla Divisione Nazionale
Gli incontri per la qualificazione alla nuova massima serie della diciassettesima rappresentante del Nord si disputarono in tre turni tra la fine di agosto e l'inizio di settembre.
- Primo turno

Bologna, 29 agosto 1926
| Mantova | Reggiana | 7-3 dts |

Verona, 29 agosto 1926
| Legnano | Udinese | 2-0 tav |

Milano, 29 agosto 1926
| Novara | Parma | 4-0 |

Genova, 29 agosto 1926
| Alessandria | Pisa | 6-1 |

- Semifinali

Milano, 5 settembre 1926
| Novara | Mantova | 4-3 dts |

Vercelli, 5 settembre 1926
| Alessandria | Legnano | 4-1 |

- Finale

Casale Monferrato, 12 settembre 1926
| Alessandria | Novara | 2-2 dts |

Torino, 25 settembre 1926
| ALESSANDRIA | Novara | 3-1 |

#### Le serie inferiori
Il secondo gradino nella nuova piramide calcistica fu preso dalla vecchia e ora degradata Prima Divisione. In un primo momento si era pensato di strutturare il torneo su gironi di otto squadre, mentre poi, per analogìa con la serie superiore, i ranghi di ogni raggruppamento furono elevati a dieci. Furono dunque istituiti un Gruppo Nord da trenta squadre, ulteriormente frazionato in tre gironi equivalenti, e un Gruppo Sud da dieci. Le società del Nord sarebbero state le sette retrocesse dagli spareggi per l'ammissione alla Divisione Nazionale, più ventidue formazioni d'élite della Seconda Divisione 1925-26, e con l'aggiunta infine della marchigiana Anconitana che veniva aggregata al torneo settentrionale. Le società del Sud, inquadrate in un girone unico, furono invece scelte fra quelle intermedie nelle classifiche della scorsa Prima Divisione, tolte le tre ammesse alla Divisione Nazionale e le retrocesse nella Seconda Divisione.
Al di sotto il terzo gradino consistette nella Seconda Divisione, con un Gruppo Nord strutturato in maniera identica a quello della categoria cadetta, e un Gruppo Sud che raccoglieva invece quella trentina di società appartenenti alla disciolta Lega Sud che non erano riuscite a trovar spazio nelle serie superiori. Scendendo ulteriormente, i Direttòri Regionali avrebbero organizzato, a seconda del numero delle società ad essi affiliate, una Terza Divisione mentre la Quarta Divisione veniva definitivamente abolita attraverso l'ammissione d'ufficio di tutte le società aventi almeno 2 anni di anzianità in seno alla FIGC (e per questo motivo a 2 regioni, alla Lombardia e all'Emilia, fu concesso di organizzarla fino al 1927-28 per poter progressivamente ammettere alla Terza Divisione le società di più recente affiliazione).

## Le fusioni societarie
La ristrutturazione su scala nazionale dei campionati non poteva avvenire in molte realtà locali sulla base delle società esistenti. Specialmente nelle città del Sud vi era una pletora di piccolissime squadre insignificanti dal punto di vista tecnico, ciascuna rispecchiante un singolo quartiere o una particolare classe sociale. In particolare i tre maggiori nuclei urbani del Centro-Sud, Firenze, Roma e Napoli, non avevano una singola società che potesse neanche lontanamente competere con i grandi "club" del Nord. In Toscana il calcio si era sviluppato soprattutto lungo la costa a Livorno e a Pisa, che beneficiavano degli scambi nei porti marittimi e dei conseguenti contatti con marinai e uomini d'affari inglesi, mentre il capoluogo era sportivamente in ombra. Fu quindi il marchese e gerarca fascista Luigi Ridolfi a patrocinare il 26 agosto la fusione del Club Sportivo Firenze con la Palestra Ginnastica Fiorentina Libertas fondando la Fiorentina.
A Roma fin dall'inizio del secolo si era formata una gran quantità di squadre. Le tre più importanti erano l'aristocratica Lazio, la borghese Alba e la popolana Fortitudo, cioè le uniche in grado di vincere in varie occasioni il campionato meridionale. L'ammissione di Alba e Fortitudo alla Divisione Nazionale richiese un'opera di rafforzamento di cui si fece personalmente promotore Italo Foschi. Fu così che le due squadre ricevettero l'apporto di due squadre minori neoretrocesse con cui si fusero, rispettivamente l'Audace con l'Alba e la Pro Roma con la Fortitudo. Tali fusioni non risultarono tuttavia sufficienti se al termine del campionato successivo entrambe le formazioni finirono in zona retrocessione. Foschi decise allora di compiere un ulteriore passo accorpando Alba, Fortitudo e la squadra di categoria inferiore del Roman per formare una nuova e più forte società per la capitale, la Roma. Da tali fusioni ne rimase fuori la Lazio, che rifiutò la fusione non riuscendo a trovare un accordo economico con le altre società capitoline, oltre al fatto che nel 1921 fu eretta con Regio Decreto "Ente Morale". Finì retrocessa salvo poi essere ripescata nelle due stagioni successive.
A Napoli infine già da quattro anni si aveva una rappresentante unica, l'Internaples. Anche qui però il livello tecnico era oltremodo basso e fu così che l'imprenditore Giorgio Ascarelli convinse i soci dell'Internaples a sciogliere la società e a formare un rinnovato sodalizio con l'apporto di forze nuove. Nacque così il Napoli.

### Gli accorpamenti successivi
Le fusioni societarie continuarono negli anni immediatamente successivi, sempre su spinta del regime che vedeva di cattivo occhio rivalità all'interno delle città contrastanti con le sue finalità di pace sociale. Fu così che nel 1928 la Liberty e l'Ideale formarono il Bari F.C., mentre simili iniziative si diffusero in tutta Italia come ad esempio a Taranto e a Fiume. Un minor numero di squadre avrebbe inoltre dato la possibilità ad un maggior numero di città di partecipare ai più importanti campionati: in tal senso va letta la creazione della Dominante, in pratica la prima versione della Sampdoria, dall'unione fra Andrea Doria e Sampierdarenese, e quella dell'Ambrosiana dalla fusione fra Inter e US Milanese.